# Before the Devil Knows You're Dead
Before the Devil Knows You're Dead (en Argentina, Antes que el diablo sepa que estás muerto; en España y en México, Antes que el diablo sepa que has muerto) es una película estadounidense del año 2007, de los géneros suspense y drama, escrita por Kelly Masterson, dirigida por Sidney Lumet y protagonizada por Philip Seymour Hoffman, Ethan Hawke, Albert Finney y Marisa Tomei. Fue la última película realizada por el director antes de su muerte. El título proviene del dicho irlandés «Que estés en el cielo media hora antes de que el diablo sepa que estás muerto». La trama de la película se desarrolla de manera no lineal, yendo y volviendo en el tiempo repetidamente. Algunas escenas se muestran desde varios puntos de vista.

## Argumento
Desesperados por conseguir dinero fácil, dos hermanos de clase acomodada, Andy (Philip Seymour Hoffman), un ambicioso ejecutivo adicto a la heroína y casado con una mujer consentida, y Hank (Ethan Hawke), cuyo sueldo se va casi íntegramente en pagar la pensión de su exmujer y su hija, conspiran para llevar a cabo el asalto perfecto: asaltar la joyería de sus padres en Wetchester, Nueva York. Nada de pistolas, nada de violencia y nada de problemas. Pero cuando su cómplice decide no cumplir las reglas del trato, las cosas se tuercen irremediablemente.

## Estilo
Lumet utiliza las diferentes perspectivas de los implicados en el crimen para relatar el asalto desde sus distintos puntos de vista. A lo largo de la película se ven los diferentes proyectos y motivaciones de los hermanos y familia, truncándose todos en un drama familiar. Recuerda la obra de 1956 The Killing, de Stanley Kubrick, donde también se utilizan estas transgresiones temporales para narrar los diferentes acontecimientos que ocurren a los personajes.

## Reparto
- Philip Seymour Hoffman - Andy Hanson
- Ethan Hawke - Hank Hanson
- Albert Finney - Charles Hanson
- Marisa Tomei - Gina Hanson
- Rosemary Harris - Nanette Hanson
- Brian F. O'Byrne - Bobby Lasorda
- Aleksa Palladino - Chris Lasorda
- Michael Shannon - Dex
- Amy Ryan - Martha Hanson
- Sarah Livingston - Danielle Hanson
- Jordan Gelber - agente

## Producción
Lumet tomó la decisión de filmar la película en alta definición después de experimentar con ese formato en la serie televisiva 100 Centre Street. En una conferencia de prensa en el Festival de Cine de Nueva York en 2007, Lumet dijo que rodar en celuloide es «una molestia», y comentó que tan pronto los distribuidores y los cines se puedan poner de acuerdo en proyectar en formato digital, la película fotográfica pasará a ser obsoleta.
La filmación se llevó a cabo en Nueva York.

## Estreno
La película se estrenó el 6 de septiembre de 2007 en el Festival de Cine de Deauville en Francia. También se proyectó en el Festival Internacional de Cine de Toronto el 13 de septiembre del mismo año. Se estrenó en Francia el 26 de septiembre. En Estados Unidos, el 12 de octubre de 2007 en el Festival de Cine de Nueva York.

### Respuesta de la crítica
La película recibió comentarios muy positivos por parte de los críticos. En enero de 2008, según el recolector de reseñas Rotten Tomatoes, el 88 por ciento de las críticas fueron positivas, a partir de 135 reseñas. En Metacritic la película consiguió un puntaje promedio de 84 sobre 100, basado en 36 reseñas.
Richard Schickel, de la revista Time, la colocó entre sus diez películas favoritas del año 2007, en el número tres, y comentó: «En un nivel la película es una exploración maravillosamente complicada de la disfunción familiar. En otro, es una revisión controlada de la cada vez más insensata ineptitud criminal. De cualquier forma en que la mires, es una película hipnotizadora de uno de nuestros grandes maestros». El crítico Roger Ebert le dio a la película un puntaje de cuatro sobre cuatro, llamándola «magnífica» y a su director, Sidney Lumet, un «tesoro viviente».
Listas top 10
La película figuró en varias de las listas de las diez mejores películas de 2007 de los críticos.
| - 1.er lugar - Stephen Farber, The Hollywood Reporter - 1.er lugar - Steven Rea, The Philadelphia Inquirer - 2.º lugar - Marc Mohan, The Oregonian - 2.º lugar - Owen Gleiberman, Entertainment Weekly - 3.er lugar - Manohla Dargis, The New York Times - 3.er lugar - Richard Schickel, revista TIME - 3.er lugar - Roger Ebert, Chicago Sun-Times - 4.º lugar - Rene Rodriguez, The Miami Herald - 5.º lugar - Marc Savlov, The Austin Chronicle - 6.º lugar - Carina Chocano, Los Angeles Times - 6.º lugar - Frank Scheck, The Hollywood Reporter | - 6.º lugar - Keith Phipps, The A.V. Club - 7º lugar - Scott Foundas, LA Weekly (junto a Eastern Promises) - 8º lugar - Jack Mathews, New York Daily News - 8º lugar - Lou Lumenick, New York Post - 8º lugar - Peter Travers, Rolling Stone - 8º lugar - Ty Burr, The Boston Globe - 9º lugar - Mick LaSalle, San Francisco Chronicle - 9º lugar - Peter Vonder Haar, Film Threat - 10º lugar - Philip Martin, Arkansas Democrat-Gazette - 10º lugar - Stephen Hunter, The Washington Post |

### Taquilla
La película se estrenó en los Estados Unidos el 26 de octubre de 2007. Tuvo un estreno limitado. Se proyectó en dos cines, y recaudó 73 837 dólares en su primer fin de semana. En total, recaudó 25 millones de dólares a nivel mundial.

## Premios
53.ª edición de los Premios Sant Jordi
| Categoría                          | Persona                   | Resultado |
| ---------------------------------- | ------------------------- | --------- |
| Mejor película extranjera          | Mejor película extranjera | Ganadora  |
| Mejor actor en película extranjera | Philip Seymour Hoffman    | Ganador   |